# Jozef-August Opsomer
Jozef August Opsomer (Dentergem, 14 mei 1813 - aldaar, 22 augustus 1891) was burgemeester van de Belgische gemeente Dentergem. Hij stamde uit een familie waarvan zijn voorvaderen sinds 1757 in Dentergem uiteenlopende openbare functies op zich namen.

## Burgemeester
Eens afgestudeerd werd Jozef August gemeentesecretaris van Dentergem en Markegem (heden een deelgemeente) en secretaris van het armbestuur van de beide gemeenten. In 1860 werd hij verkozen tot burgemeester van Dentergem en bleef in functie tot bij zijn overlijden in 1891. Van 1848 tot 1891 was hij lid van de provinciale raad in West-Vlaanderen, waar hij vanaf 1876 ondervoorzitter was. In 1846 werd hij benoemd tot notaris met standplaats in zijn geboortedorp.
Bij zijn overlijden werd hij - na verkiezingen - opgevolgd door zijn schoonzoon Adolf De Visscher. In 1921 werd diens zoon Robert De Visscher tevens notaris en burgemeester. August Opsomer was de overgrootvader van Lilian Baels, de tweede echtgenote van koning Leopold III van België.
Als burgemeester had August Opsomer vooral aandacht aan de ontsluiting van zijn dorp, door de aanleg van verschillende kasseiwegen, die de nijverheid diende te bevorderen. Bovendien had hij oog voor de zorg door de bouw van een school en bejaardentehuis. Het was tijdens zijn bestuursperiode dat de nieuwe neogotische kerk in Dentergem werd gebouwd. Deze werd opgetrokken in 1854-1856, toen Norbert Scherpereel er pastoor was.

## 200 jaar bestuurlijke functies
- Dominicus Opsomer (1686-1758) kwam van uit Aarsele naar Dentergem wonen. Van 1747 tot 1758 zetelde hij als schepen in de heerlijkheid van Dentergem.
  - Zoon Jan-Baptist Opsomer (1724-1800) was lid in de schepenbank van  verschillende heerlijkheden in Dentergem. Hij woonde in de Dreve waar hij tussen 1775 en 1795 het café De Leeuw uitbaatte dat ook als gemeentehuis werd gebruikt.
    - Zoon Jacob-Xavier Opsomer (1783-1860) was landbouwer, secretaris van het armbestuur van 1820 tot 1837, lid van gemeentebestuur van 1820 tot 1836, secretaris van de kerkfabriek tot 1832 en voorzitter ervan van 1850-1860.
      - Zoon Jozef-August Opsomer, burgemeester en notaris tot 1891.[2]
        - Schoonzoon Adolf De Visscher, burgemeester en notaris tot 1920.
          - Zoon Robert De Visscher, burgemeester en notaris tot 1964.[3][4]